# Carex distans
Carex distans L. es una especie de planta herbácea de la familia de las ciperáceas.

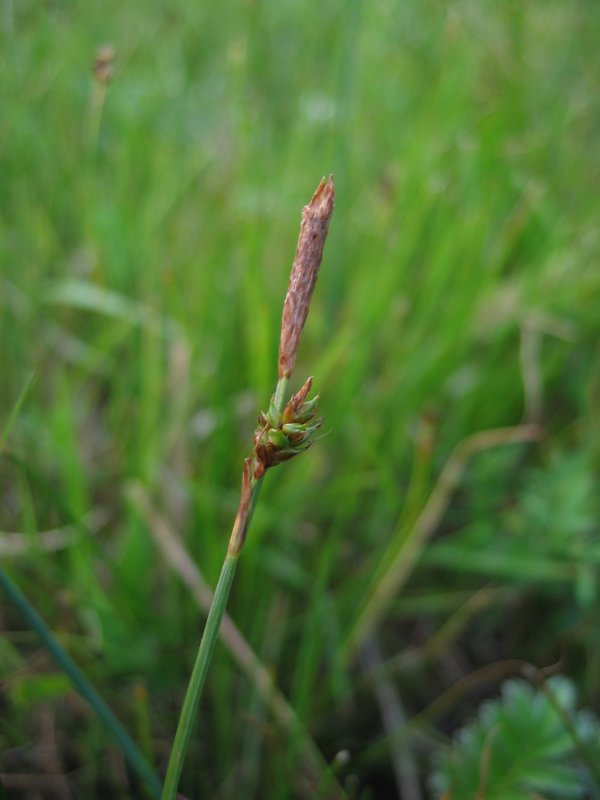

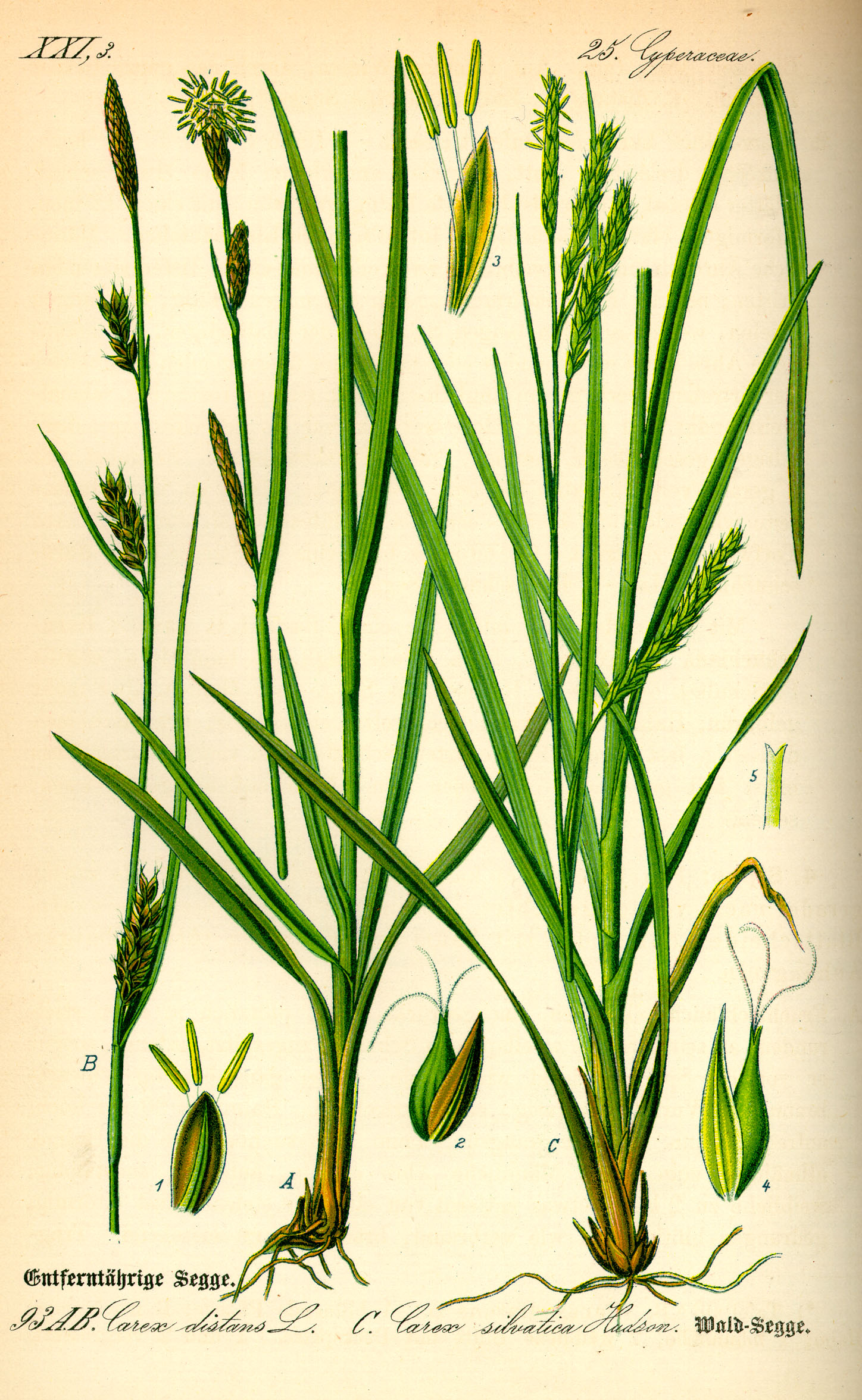

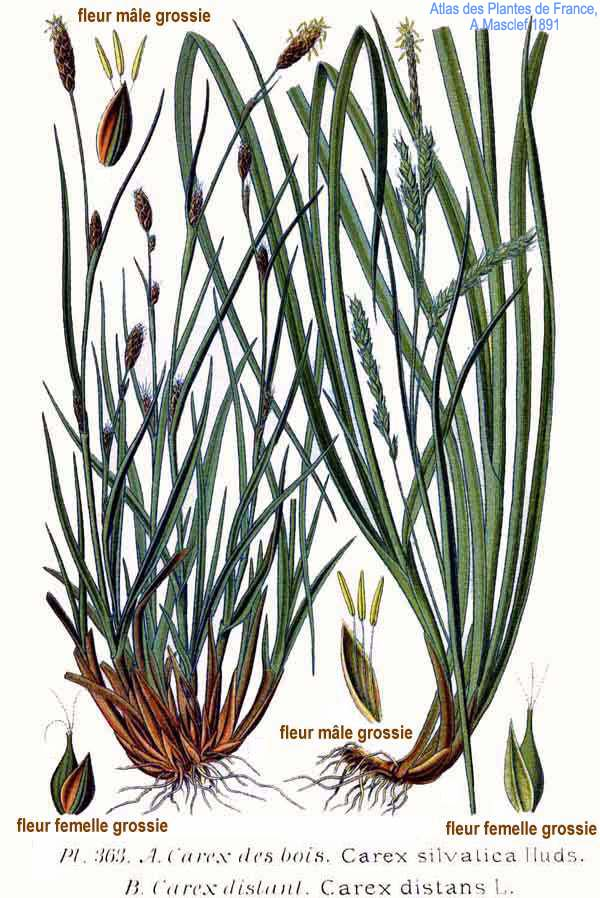
Ilustración

## Hábitat y distribución
Prados de siega. Es pluriregional, desde macaronesia, región del mediterráneo y Asia hasta Japón, encontrándose en España en Alicante, Barcelona, Castellón, Gerona, Islas Baleares, Lérida y Tarragona donde crece en juncales, embalsaderos, etc. .

## Descripción
Esta juncia vive en zonas húmedas, se caracteriza porque tiene las espigas de flores masculinas encima de un pedúnculo y las espigas de flores femeninas más abajo saliendo de la axila de una bráctea. Para clasificarla con seguridad, como pasa con todos los Carex es prudente utilizar una clave.

## Taxonomía
Carex distans fue descrita por  Carlos Linneo y publicado en Systema Naturae, Editio Decima 2: 1263. 1759.
Citología
Número de cromosomas de Carex distans (Fam. Cyperaceae) y táxones infraespecíficos: n=37
Etimología
Ver: Carex
distans; epíteto latino  que significa "separada".
Sinonimia
- Trasus distans (L.) Gray (1821)
- Carex bessarabica (Savul. & Rayss) Zahar. in ?.
- Carex miliacea Schrank (1789)
- Carex fulva G.Gaertn. (1801), nom. illeg.
- Carex sicula C.Presl (1820), nom. illeg.
- Carex neglecta Degl. in J.L.A.Loiseleur-Deslongchamps (1828)
- Carex nervosa Willd. ex Kunth (1837), nom. illeg.
- Carex distans var. ciliata Peterm. (1844)
- Carex sinai Boott (1846)
- Carex baetica Auersw. ex Willk. (1848)
- Carex sinaica Nees ex Steud. (1855), nom. inval.
- Carex pseudoflava Schur (1866)
- Carex sicula C.Presl ex Boott (1867), nom. illeg.
- Carex distans f. sinai (Boott) Boeckeler (1877)
- Carex distans var. baetica (Auersw. ex Willk.) Nyman (1882)
- Carex distans var. neglecta (Degl.) Nyman (1882)
- Carex portae K.Richt. (1890)
- Carex oranensis Trab. in J.A.Battandier & al. (1895).
- Carex distans var. minor Post (1896)
- Carex distans f. major Kneuck. (1899)
- Carex distans var. crassa Gadeceau (1903)
- Carex distans var. pendula Lackow. (1903)
- Carex distans var. pseudoflava (Schur) Ash & Graebn. (1903)
- Carex distans var. vikingensis Gadeceau (1903)
- Carex distans f. virecens Asch. & Graebn. (1903)
- Carex diamantina H.Lév. & Vaniot (1907)
- Carex vikingensis C.B.Clarke (1908)
- Carex distans f. appropinquata Kük. in H.G.A.Engler (ed.) (1909)
- Carex distans f. minor (Post) Kük. in H.G.A.Engler (ed.) (1909)
- Carex distans var. corbieriana Rouy in G.Rouy & J.Foucaud (1912)
- Carex distans var. deglandii Rouy in G.Rouy & J.Foucaud (1912), nom. superfl.
- Carex distans subsp. binerviformis Holmboe (1914)
- Carex distans var. bessarabica Savul. & Rayss (1923)
- Carex forficula Sennen (1932), nom. illeg.
- Carex mariae-victorinii Sennen (1932)
- Carex distans subsp. adriatica Degen (1936)
- Carex distans f. maxima Todor (1948)
- Carex distans f. rubra Todor (1948)
- Carex distans var. oranensis (Trab.) C.Vicioso (1959).[4]

## Nombre común
- Castellano: junca.